# Bim Signal
Bim Signal är en bergstopp i Schweiz. Den ligger i distriktet Interlaken-Oberhasli och kantonen Bern, i den centrala delen av landet, 60 km öster om huvudstaden Bern. Toppen på Bim Signal är 2 068 meter över havet.